# Cliffe Fort

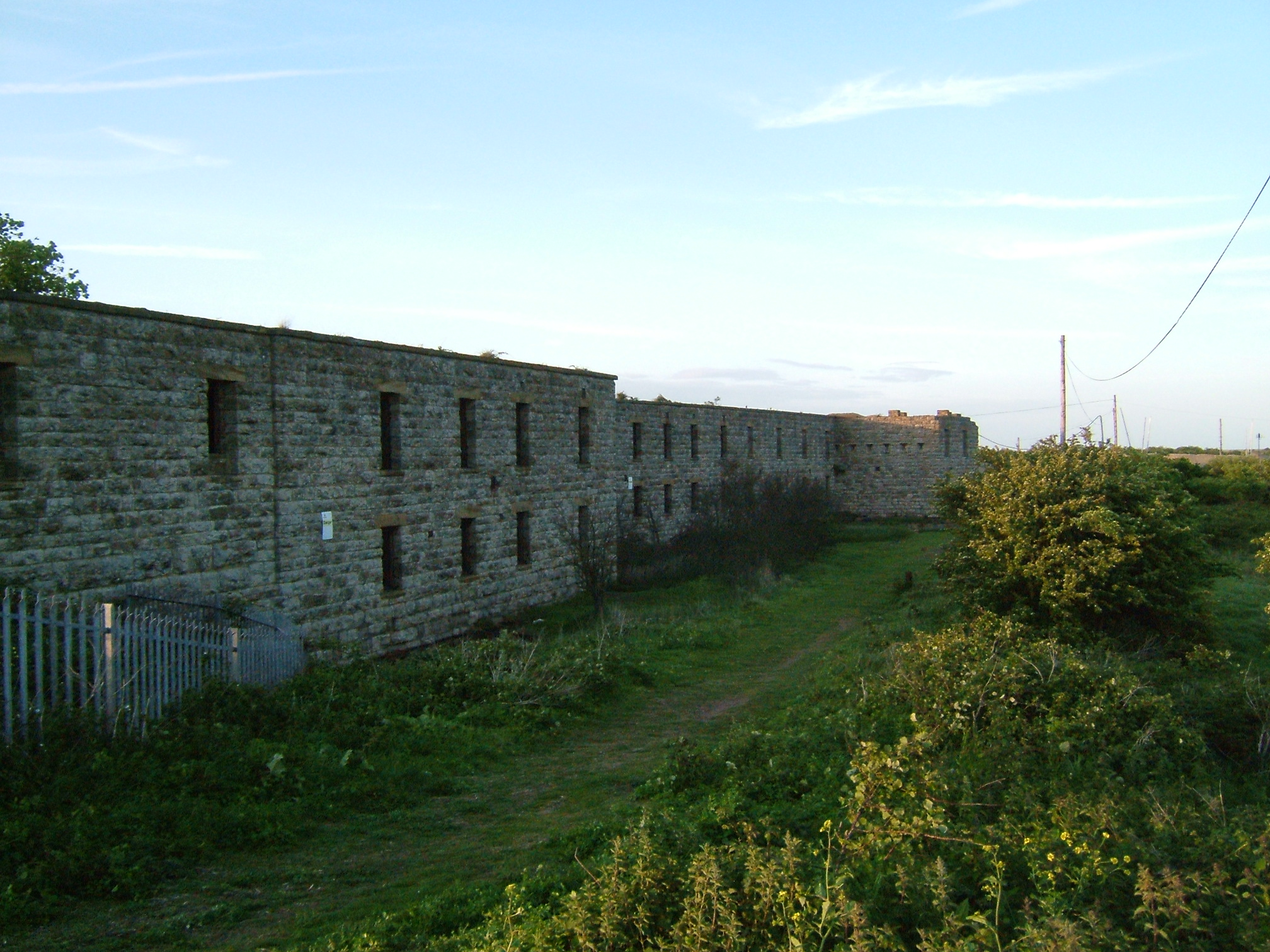
Mauern von Cliffe Fort

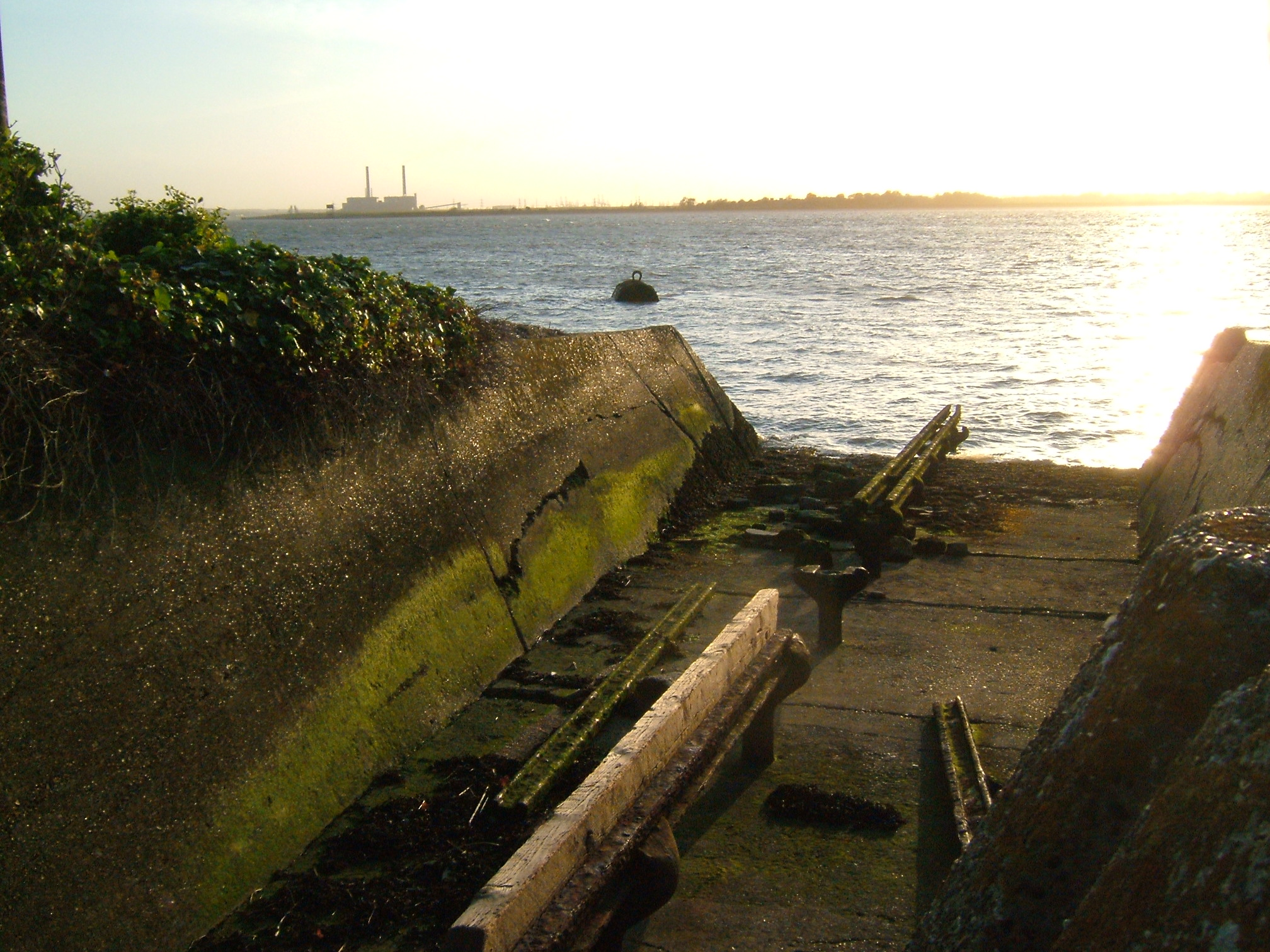
Abschussrampe des Brennan-Torpedos

Cliffe Fort ist eine britische Festungsanlage im Sumpfland des Dorfes Cliffe (Borough of Medway, Kent, South East England) am Ufer der Themse auf der Halbinsel Hoo. Direkt gegenüber, am linken Flussufer in ungefähr 1,5 km Entfernung steht das Coalhouse Fort.

## Geschichte
In den 1860er-Jahren begann auf Betreiben der Royal Commission on the Defence of the United Kingdom die Errichtung des Forts im Sumpfgebiet vor Cliffe zu Küstenschutzzwecken. Das Fort war um 1870 fertiggestellt. Es war Teil eines Verteidigungnetzes zum Schutz der britischen Hauptstadt London konzipiert. Der Bau erwies sich durch die Bodenverhältnisse als schwierig. Cliffe Fort wurde mit RML 12.5 inch 38 ton gun- und RML 11-inch-gun-Kanonen bewaffnet. Zwischen 1895 und 1906 führte man Modernisierungsmaßnahmen durch. Ein Großteil des Mauerwerks mit den Kasematten und die Schienen, auf denen die Kanonen-Protzen geschoben wurden, sind bis in die Gegenwart erhalten geblieben.
1890 wurden Abschussrampen für Brennan-Torpedos, die zur Verteidigung dienten, hinzugefügt. Bei Ebbe sind die Rampen sichtbar. Während des Ersten Weltkriegs stand Cliffe Fort unter Waffen, im Zweiten Weltkrieg fand es als Flugabwehr-Stützpunkt Verwendung. Gegenwärtig ist das Fort, das stark mit Pflanzen überwachsen ist, nur schwer zugänglich. Unweit vom Fort entfernt liegt am Strand das Wrack eines finnischen Schoners⊙.